# Джабраилов, Джабраил Гаджиахмедович
Джабраилов Джабраил Гаджиахмедович (21 октября 1973 года) — советский и российский боксер, победитель кубка Европы (1997 год), четырёхкратный чемпион России по боксу среди профессионалов (1996, 2000, 2001, 2003 годы), интернациональный чемпион мира в боксе по версии WBC (2001 год). Ученик заслуженного тренера России Чехова Олега Владимировича.

## Биография
Джабраил Джабраилов родился в России в городе Махачкала (республика Дагестан). С первого класса начал заниматься в секции дзюдо. В возрасте 12 лет вместе с родителями переехал в город Лангепас Ханты-Мансийского автономного округа. По настоянию отца стал заниматься в единственной секции в городе — секции бокса.
В 1987 году Джабраил становится победителем Тюменской области по боксу. Спустя некоторое время семья возвращается из Западной Сибири в Дагестан. Джабраил к тому времени достигает совершеннолетия и уезжает из дома обратно в Сибирь а оттуда в Москву. В Москве Джабраил знакомится с Заслуженным тренером России по боксу Чеховым Олегом Владимировичем. Чехов берет перспективного бойца в свою команду и с 1995 года начинается карьера Джабраила Джабраилова в профессиональном спорте.
Дебютировал Джабраил Джабраилов на профессиональном ринге 3 марта 1996 года, ему на тот момент было 23 года. Профессиональная карьера боксера длилась 8 лет. В 31 год Джабраилов оставил ринг как боец и занялся тренерской деятельностью. За свою спортивную карьеру, Джабраилов провел 42 боя, из которых 6 поединков закончились для него поражением, 2 боя закончились в ничью и 32 поединка Джабраилов выиграл, 22 из них нокаутом.
За это время Джабраилов стал победителем кубка Европы (1997 год), четырехкратным чемпионом России по боксу среди профессионалов (1996, 2000, 2001, 2003 годы), Интерконтинентальным чемпионом по версии WBC (в апреле 2001 года в матче за титул в Москве нокаутировал южноафриканца Ренейра Дорфлинга в пятом раунде).

## Проблемы с законом
В конце 2001 года осуждён на год за незаконное хранение и ношение оружия.

## Факты из жизни
- Кумиром в спорте для Джабраила Джабраилова был американский боксер-профессионал Рокки Марчиано. Джабраилов неоднократно это повторял, давая интервью в спортивных передачах.
- В седьмом классе Джабраил научился ездить на мотоцикле. В байкерских кругах он имеет прозвище «Буч».
- Джабраилов Джабраил Гаджиахмедович снялся в двух фильмах: Фильм о боксе 2003 года «Как стать чемпионом» и Сериал Дмитрия Лаврова 2010 года «Джокер».
- Начиная с 31? года Джабраил Джабраилов постоянно тренирует спортсменов как индивидуальный тренер, так и ведет групповые тренировки.

## Семья
Отец - Джабраилов Гаджиахмед Агамирзоевич (род. 1928 г.)
Мать - Джабраилова Шапиче Закиржаевна (род. 1940 г.)
Дети - сын Тагир Джабраилович, дочь Сальма Джабраиловна